# Tanja Krones
Tanja Krones (* 1969 in Essen) ist eine deutsche Medizinethikerin, Gesundheitswissenschaftlerin, Soziologin und Hochschullehrerin. Sie lebt und arbeitet in der Schweiz.

## Werdegang

### Deutschland
Tanja Krones studierte von 1989 bis 2000 Humanmedizin und Soziologie an der Philipps-Universität Marburg. Von 2000 bis 2004 war sie als wissenschaftliche Assistenzärztin am Zentrum für Innere Medizin und von 2004 bis 2006 als wissenschaftliche Mitarbeiterin in den Fachbereichen Medizin, Ethik und Theorie sowie Allgemeinmedizin der Universität Marburg tätig. Von 2002 bis 2006 war Tanja Krones Lehrbeauftragte am Marburger Fachbereich Soziologie und am Zentrum für Konfliktforschung. 2007 habilitierte sie sich für das Fach Ethik in der Medizin.
Von 2021 bis 2023 war sie Erste Vorsitzende des Netzwerks Evidenzbasierte Medizin (EbM-Netzwerk), seit 2023 ist sie Erste Stellvertretende Vorsitzende.

### Schweiz
Seit August 2009 ist Tanja Krones Leitende Ärztin Klinische Ethik am Universitätsspital Zürich; 2016 wurde sie zur Titularprofessorin an der Universität Zürich ernannt. Seit 2017 ist sie Fachverantwortliche für Ethik in der Medizin für den BSc Humanmedizin der Eidgenössischen Technischen Hochschule und der Universität Zürich. Seit 2018 gehört sie der Nationalen Ethikkommission im Bereich der Humanmedizin (NEK) an.

„Die Zusammenarbeit [in der Schweiz] sollte gestärkt werden, zumal sie bessere Behandlungsergebnisse ermöglicht. Wenn verschiedene Fachrichtungen kooperieren, treffen sie die besten Entscheidungen und berücksichtigen individuelle Patientenbedürfnisse besser. Viele Kliniken in Dänemark und Norwegen, das Universitätsklinikum Schleswig-Holstein in Deutschland und die Mayo-Klinik in den USA haben Vorbildwirkung. Sie zeigen, wie enge Zusammenarbeit und gemeinsame Entscheidungen, ein interprofessionelles «shared decision making», zu patientenzentrierter Versorgung führen, die effektiv, sicherer und kostengünstiger ist. Dort erhält jeder Patient die Chance eines Coachings vor und während der gesamten Therapie, um evidenzbasierte Entscheidungen zu ermöglichen. Der starke Einbezug der Patienten wird auch von den Ärzten und Behandlungsteams als zufriedenstellender empfunden, die Arbeit als erfüllter.
(...)
Wir können von Ländern wie Costa Rica lernen, die trotz begrenzten Mitteln eine exzellente Gesundheitsversorgung und eine hohe Lebenserwartung bieten – mit niedrigen einkommensabhängigen Prämien und hundertprozentiger Deckung. Costa Rica konzentriert sich unter anderem auf weniger und essenzielle Medikamente und grundlegende Gesundheitsleistungen, die einen hohen Nutzen bringen.

(...)

Neben Costa Rica hat auch Schweden als ein reiches europäisches Land ein wissenschaftlich fundiertes System zur Priorisierung von Gesundheitsleistungen entwickelt. Weniger wirksame oder teurere Behandlungen, die weniger Nutzen bringen, können in finanziellen Engpässen zurückgestellt werden.

(...)

Akzeptanz entsteht durch Bildung, insbesondere durch gezielte Gesundheitsbildung. In Ländern wie Neuseeland gibt es «life and death education» in Schulen. Hier lernen Kinder nicht nur Mathematik, sondern auch das Verständnis von Risiken, Gesundheit und wichtigen Lebensentscheidungen. Wenn jemand versteht, was «absolutes Risiko» oder ein «falsch positiver Befund» bedeutet, kann sie oder er besser informierte Entscheidungen treffen.

(...)

Ich bin optimistisch und glaube daran, dass wir als Gesellschaft erkennen, dass wir als Spezies Mensch nur dank unserer Fähigkeit zu Kooperation zu so viel Lebensglück und Lebensqualität gekommen sind.“

Tanja Krones ist verheiratet, hat drei Kinder und wohnt in Winterthur.

## Arbeits- und Forschungsschwerpunkte
- Klinische Ethik
- Theorie und Methoden der Bioethik und der Evidenzbasierten Medizin
- Advance Care Planning
- Evidenzbasierte Entscheidungshilfen und Shared Decision Making

## Veröffentlichungen (Auswahl)
- Interkulturelle Depressionsforschung in Deutschland. Marburg 2001
- Kontextsensitive Bioethik - Wissenschaftstheorie und Medizin als Praxis. Frankfurt/M. 2008
- mit Monika Obrist (Hrsg.): Wie ich behandelt werden will: Advance Care Planning. Zürich 2020

## Auszeichnungen (Auswahl)
- Richard Merten Preis (1. Preisträger 2008) und Berliner Gesundheitspreis (1. Preisträgerin 2009) für das Projektteam ARRIBA
- Forschungspreis des Schweizer Kollegium für Hausarztmedizin (1. Preisträgerin 2014) für die Studie Systematisches Weglassen von Medikamenten bei polymorbiden Hausarztpatienten mit Stefan Neuner Jehle und Oliver Senn, Universität Zürich[5]

## Mitgliedschaft in Gremien (Auswahl)
- Präsidentin von Advance Care Planning International[6]
- Erste Vorsitzende des Deutschen Netzwerks Evidenzbasierte Medizin DNEbM[7]
- Mitglied der Nationalen Ethikkommission im Bereich der Humanmedizin der Schweizerischen Eidgenossenschaft[8]
- Mitglied der Zentralen Ethikkommission bei der deutschen Bundesärztekammer[9]